# Pascual Pérez
Pascual Pérez (* 4. März 1926 in Rodeo Media; † 22. Januar 1977 in Buenos Aires) war ein argentinischer Boxer im Fliegengewicht.

## Amateur
Pérez gewann 1948 bei den Olympischen Spielen in London die Goldmedaille im Fliegengewicht.

## Profi
1952 wurde er Profi und gewann gegen seine ersten achtzehn Gegner durch KO. Wegen dieser Serie wird er als der am härtesten schlagende Fliegengewichtler nach dem Zweiten Weltkrieg betrachtet. Er war aber auch bekannt für seine Beinarbeit. Gegen den japanischen Weltmeister Yoshio Shirai boxte er im Juli 1954 in Argentinien unentschieden, gewann aber den Rückkampf in Tokio sieben Monate später nach Punkten und wurde damit erster argentinischer Weltmeister in der Geschichte des Profiboxens. Das dritte Duell mit Shirai gewann er anschließend sogar durch K. o.
Im Januar 1959 verlor Pèrez seinen Profikampf gegen den Japaner Yaoita. Da es jedoch kein offizieller Titelkampf war, blieb aber er Weltmeister. Später im gleichen Jahr gewann er die Revanche durch einen K.-o.-Sieg, musste aber vorher selbst zu Boden.
Am 16. April 1960 verlor er seinen Titel nach neun Titelverteidigungen schließlich an den Thailänder Pone Kingpetch. Den direkten Rückkampf verlor er sogar vorzeitig durch technischen K. o. in der achten Runde.
Bis 1963 gewann er weitere 28 Kämpfe hintereinander, verlor dann jedoch in kurzer Zeit vier Mal und beendete seine Karriere 1964.
Das „Ring Magazine“ wertet ihn als drittbesten Fliegengewichtler hinter Jimmy Wilde und Miguel Canto und noch vor Carlos Monzón als besten argentinischen Boxer aller Zeiten. 1955 wurde Pérez als Argentiniens Sportler des Jahres ausgezeichnet. 1995 fand er Aufnahme in die International Boxing Hall of Fame.